# Podismopsis shareiensis
Podismopsis shareiensis är en insektsart som beskrevs av Tokuichi Shiraki 1930. Podismopsis shareiensis ingår i släktet Podismopsis och familjen gräshoppor. Inga underarter finns listade i Catalogue of Life.